# Villa del Río
Villa del Río es un municipio español de la provincia de Córdoba, Andalucía. En el año 2018 contaba con 7200 habitantes. Su extensión superficial es de 22 km² y tiene una densidad de 327.27 hab/km². Sus coordenadas geográficas son 37° 59′ N, 4° 17′ O. Se sitúa en la comarca del Alto Guadalquivir, a una altitud de 165 metros y a 52 kilómetros de la capital de provincia, Córdoba.

## Geografía
Integrado en la comarca Alto Guadalquivir de la provincia de Córdoba, se sitúa a 53 kilómetros de la capital provincial. El término municipal está atravesado por la autovía del Sur entre los pK 348 y 352.
El relieve del municipio está caracterizado por la vega del río Guadalquivir, que atraviesa el territorio por el norte del territorio de este a oeste. La altitud del término municipal oscila entre los 294 metros (al sur) y los 150 metros (en la ribera del río). El pueblo se alza a 164 metros sobre el nivel del mar. 
| Noroeste: Montoro    | Norte: Montoro | Noreste: Lopera (Jaén) |
| Oeste: Montoro       |                | Este: Lopera (Jaén)    |
| Suroeste: Buajalance | Sur: Bujalance | Sureste: Lopera (Jaén) |

## Demografía
Villa del Río cuenta con una población de 6863 habitantes (INE 2024).
| Gráfica de evolución demográfica de Villa del Río entre 1842 y 2021                                                 |
| |
| Población de derecho según los censos de población del INE Población de hecho según los censos de población del INE |

## Economía
Villa del Río cuenta con un sector importante dedicado a la fabricación de muebles, de hecho, cuenta con dos polígonos industriales. Pero no solo el sector del mueble es importante, ya que también tiene un gran peso en la economía de la zona la agricultura (olivar y vega) y las industrias de artes gráficas e impresión.

### Evolución de la deuda viva municipal
El concepto de deuda viva contempla sólo las deudas con cajas y bancos relativas a créditos financieros, valores de renta fija y préstamos o créditos transferidos a terceros, excluyéndose, por tanto, la deuda comercial.
| Gráfica de evolución de la deuda viva del Ayuntamiento de Villa del Río entre 2008 y 2022                                  |
| |
| Deuda viva del Ayuntamiento de Villa del Río, en miles de euros, según datos del Ministerio de Hacienda y Función Pública. |

## Transporte
Carreteras
Villa del Río se sitúa junto a la autovía A-4 contando con dos enlaces con la misma.
Ferrocarril
Cuenta con una estación ferroviaria en la que paran trenes de Media Distancia y Cercanías

## Patrimonio
| Catalogados                       | Otras denominaciones           | Web del bien | Tipo      | RP    | EA        | Fecha      |
| --------------------------------- | ------------------------------ | ------------ | --------- | ----- | --------- | ---------- |
| Castillo de Villa del Río         | Ayuntamiento                   |              | Monumento | B.I.C | Declarado | 25-VI-1985 |
| Puente sobre el arroyo del Diablo |                                |              | Monumento | B.I.C | Declarado | 03-VI-1931 |
| Puente sobre el río Salado        | Puente romano de Villa del Río |              | Monumento | B.I.C | Declarado | 03-VI-1931 |

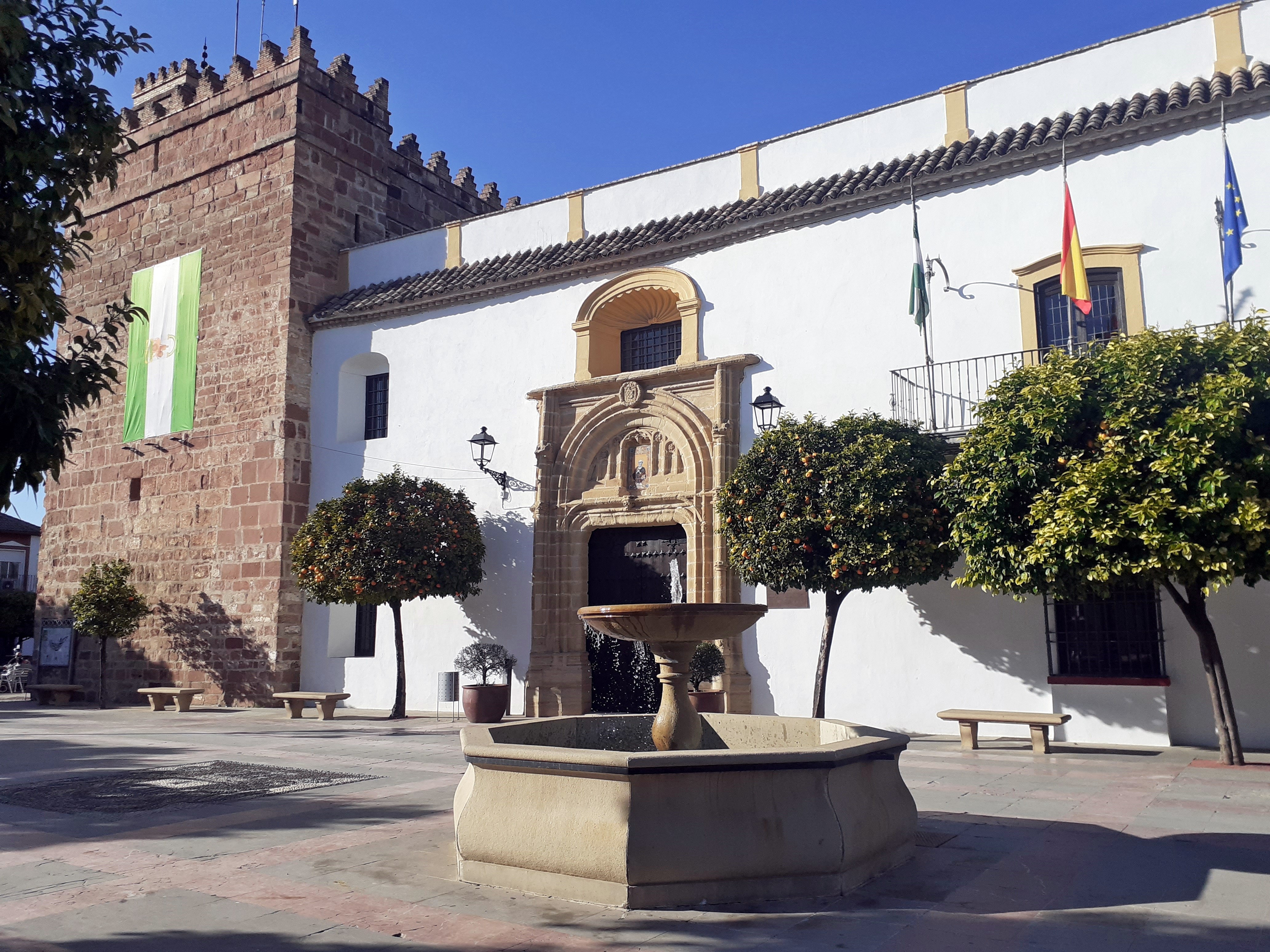
Castillo de Villa del Río, actual ayuntamiento

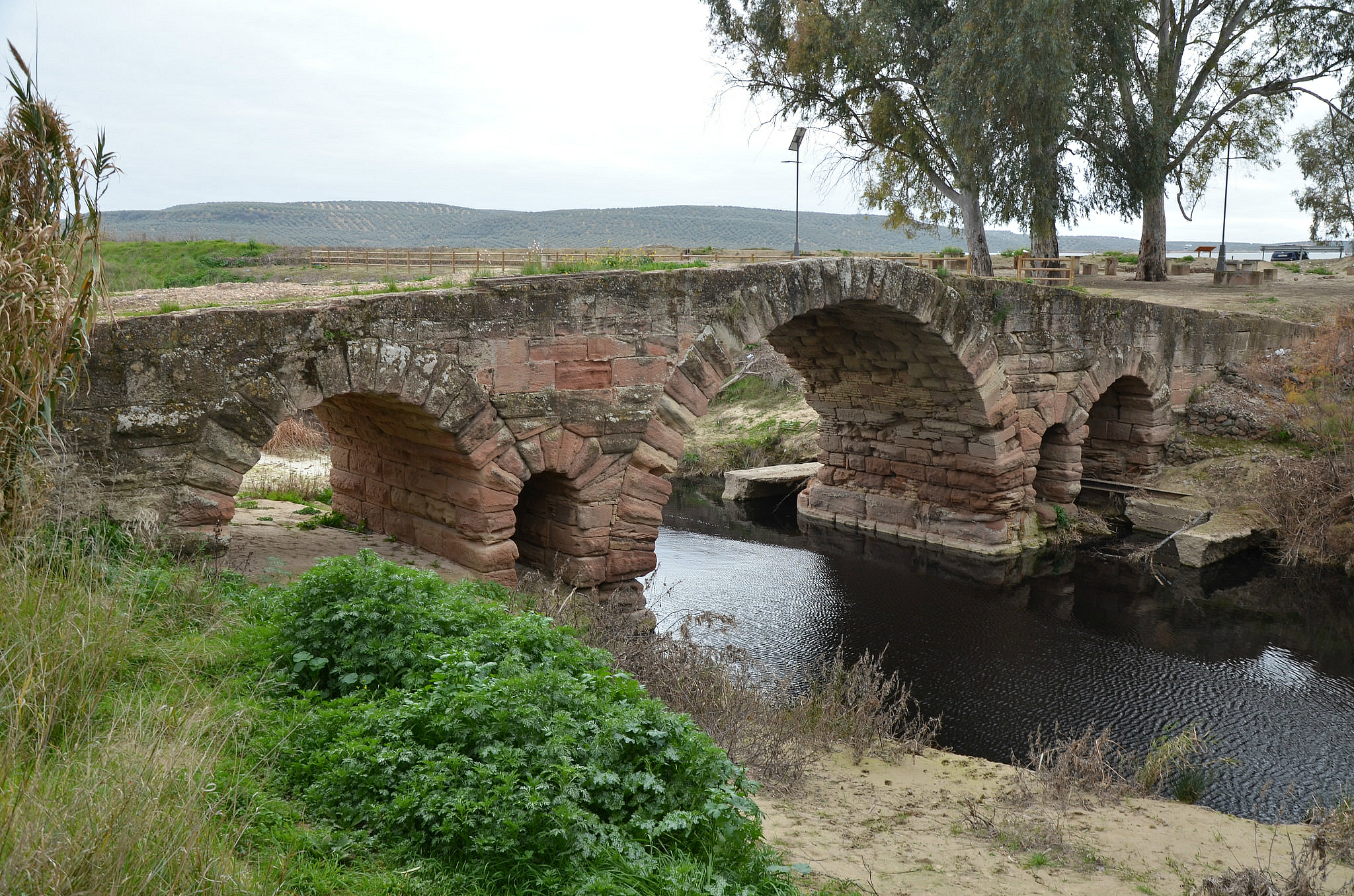
Puente romano

También destacan la iglesia de la Inmaculada Concepción, la casa de las Cadenas, además de numerosas casas señoriales. La ermita de la Virgen de la Estrella, del siglo XVIII, alberga la imagen de la patrona de Villa del Río.
En Villa del Río se encuentran varios museos de los que hay que destacar los dedicados a Matías Prats Cañete (nacido en esta localidad) y a Manolete (privado). El centro cultural "Casa de las Cadenas" es la sede del Museo Histórico Municipal con salas dedicadas a la arqueología local, a Blas Moyano (pintor local) y a los pintores Beppo y Abdul Wahal.

## Administración y política
Desde la celebración, en 1979, de las primeras elecciones municipales, tras la aprobación de la Constitución Española de 1978, estas han sido las personas que han ostentado la alcaldía:
| Período   | Alcalde                    | Partido político |
| --------- | -------------------------- | ---------------- |
| 1979-1983 | Bartolomé Delgado Canales  | PCE              |
| 1983-1987 | Bartolomé Delgado Canales  | PCE              |
| 1987-1991 | Bartolomé Delgado Canales  | IU               |
| 1991-1995 | Juan Calleja Relaño        | PSOE             |
| 1995-1999 | Bartolomé Delgado Canales  | IU               |
| 1999-2003 | Juan Calleja Relaño        | PSOE             |
| 2003-2007 | Bartolomé Ramírez Castro   | UNIDE            |
| 2007-2011 | Bartolomé Ramírez Castro   | UNIDE            |
| 2011-2015 | Bartolomé Ramírez Castro   | UNIDE            |
| 2015-2019 | Emilio Monterroso Carrillo | PSOE             |
| 2019-2023 | Emilio Monterroso Carrillo | PSOE             |
| 2023-2027 | Jesús Morales Molina       | UNIDE            |